# Valor temporal del carbono
El valor temporal del carbono es una hipótesis que sostiene que reducir el dióxido de carbono u otros gases de efecto invernadero de inmediato genera un mayor beneficio que hacerlo en el futuro, incluso si la cantidad de emisiones reducidas es la misma. Según esta premisa, las emisiones de carbono están sujetas a una tasa de descuento similar a la del dinero, lo que implica que tanto el momento en que ocurren como su magnitud deben ser considerados. Es importante no confundir esta idea con la tasa de descuento monetaria aplicada a proyectos de emisión o secuestro de carbono, ya que en este caso se refiere a una tasa de descuento aplicada al propio carbono físico.

## Orígenes
La aplicación de una tasa de descuento a un recurso físico tiene antecedentes en trabajos como Conservación de recursos: economía y políticas (1968) de S.V. Ciriacy-Wantrup. En cuanto al valor temporal del carbono, ejemplos más recientes incluyen el capítulo 'El valor temporal del carbono en los estudios de abajo hacia arriba', escrito por Kenneth R. Richards para el libro Economía del secuestro de carbono en la silvicultura (1997), así como el libro blanco El valor temporal del carbono (2017) de Larry Strain, desarrollado para el Carbon Leadership Forum.

## Vías de emisión de carbono

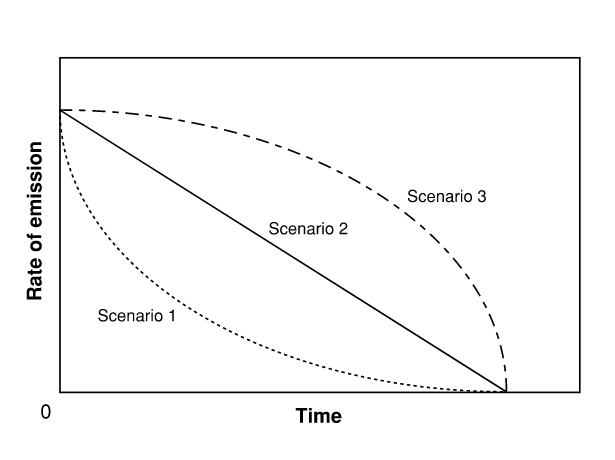
Gráfico que ilustra múltiples vías de carbono, con la tasa de emisión (por ejemplo, en masa de _{CO2} equivalente por unidad de tiempo) en el eje y y el tiempo en el eje x. El escenario 1 representa reducciones agresivas y tempranas de las emisiones, el escenario 2 es una reducción lineal constante hasta cero, y el escenario 3 es una reducción retardada que comienza lentamente y luego se acelera.

Las vías de emisión de carbono ejemplifican el concepto del valor temporal del carbono, el cual sostiene que la reducción temprana de las emisiones genera mayores beneficios ambientales que una reducción equivalente en el futuro. Este principio puede ilustrarse a través de tres posibles escenarios con diferentes tasas de reducción de emisiones de carbono.
En el Escenario 1, las emisiones disminuyen de manera rápida y significativa en el corto plazo, con una tasa de reducción decreciente hasta alcanzar el nivel cero. En el Escenario 2, la reducción de emisiones ocurre de forma constante y lineal a lo largo del tiempo. Finalmente, en el Escenario 3, las reducciones se postergan, con una disminución mínima al inicio y un descenso abrupto hacia cero poco antes de la fecha objetivo. Aunque los tres escenarios comienzan y terminan en el mismo punto temporal, la cantidad total de carbono emitida varía. Al analizar el área bajo la curva de emisiones en cada caso, se observa que el Escenario 1 resulta en una menor cantidad total de CO₂ liberado a la atmósfera, mientras que el Escenario 3 presenta la mayor acumulación de emisiones.
Este concepto es de gran relevancia en la formulación de estrategias de mitigación del cambio climático, ya que estudios como los del IPCC (2018) han demostrado que una acción inmediata y sostenida es esencial para limitar el calentamiento global a 1.5 °C.
Cada escenario representa un enfoque distinto para abordar el cambio climático. El Escenario 1 implica inversiones significativas e inmediatas en estrategias de reducción de carbono, lo que permite una disminución drástica de las emisiones en el corto plazo y la eliminación progresiva del último porcentaje en el largo plazo. En contraste, el Escenario 3 adopta un enfoque más gradual, evitando cambios drásticos en el presente y confiando en futuros avances tecnológicos para facilitar la reducción de emisiones. Se asume que, una vez disponibles las tecnologías necesarias, su implementación será rápida, permitiendo alcanzar un estado de cero emisiones netas.
Por su parte, el Escenario 2 representa una estrategia intermedia, con reducciones constantes y sostenidas en las tasas de emisión tanto a corto como a largo plazo. Sin embargo, debido al concepto del valor temporal del carbono y la tasa de descuento aplicada a las emisiones, cada uno de estos enfoques tendrá un impacto acumulativo distinto en el cambio climático, a pesar de comenzar y finalizar con la misma tasa de emisión.

## Tasa de descuento
Es importante controlar la tasa y la cantidad de emisiones de gases de efecto invernadero (a menudo expresadas con la abreviatura de "carbono" y unidades de CO2 atmosférico equivalente) ya que las altas concentraciones atmosféricas plantean una amenaza para la humanidad y el planeta en forma de cambio climático.  Dado que las reducciones tempranas de emisiones limitan la acumulación total de CO₂ en la atmósfera, el carbono emitido tiene una preferencia temporal, lo que significa que su impacto es mayor en el presente que en el futuro. Este efecto puede cuantificarse mediante una tasa de descuento del carbono, que permite determinar con precisión el valor adicional de reducir emisiones en el corto plazo en comparación con hacerlo más adelante. Como alternativa, se puede establecer una tasa de descuento de carbono a través de una política para incentivar la eliminación de emisiones de carbono. Una alta tasa de descuento sobre las reducciones de emisiones o el secuestro de carbono incentiva la reducción anticipada de las emisiones.  Una tasa de descuento baja significa que las emisiones de carbono tienen un valor similar a lo largo del tiempo y, por lo tanto, hay menos incentivos para tomar medidas inmediatas para reducir las emisiones. En el ejemplo anterior, una tasa de descuento alta puede llevarnos al escenario 1, mientras que una tasa de descuento baja puede producir el escenario 3.
La tasa de descuento es diferente del costo social del carbono, que intenta valorar el costo para la sociedad de una unidad dada de emisiones de carbono.  También es diferente de cualquier tasa de descuento monetaria aplicada a un proyecto de infraestructura de carbono, ya que esta tasa monetaria estaría sujeta a la influencia de otros factores económicos. 

## En edificios
Las nuevas construcciones y operaciones de edificación contribuyen con una gran porción de las emisiones globales de CO2. Anteriormente, la mayoría de estas emisiones se debían al funcionamiento del edificio: calefacción, refrigeración, iluminación y otras demandas energéticas derivadas de su uso. La eficiencia operativa del edificio ha seguido mejorando, de modo que el carbono incorporado del edificio ahora representa una proporción mayor de sus emisiones totales a lo largo de su vida útil. Si las emisiones de carbono incorporadas y operativas son comparables, los diseñadores deben decidir cuál optimizar. Los edificios de alto rendimiento energético, consumo casi nulo o cero emisiones netas suelen implicar una mayor huella de carbono en su construcción debido a los materiales empleados. Sin embargo, considerando el valor temporal del carbono, puede ser más sostenible mantener en uso un edificio con menor eficiencia energética que reemplazarlo mediante una nueva construcción con altos costos de carbono incorporado. Optar por la reutilización, modernización o renovación de edificaciones existentes permite reducir significativamente las emisiones asociadas a nuevos proyectos, mitigando el impacto ambiental inmediato.
El sector de la construcción es responsable de aproximadamente el 40% de las emisiones globales de CO₂ relacionadas con la energía. Una estrategia efectiva para reducir estas emisiones es la modernización y reutilización de edificios existentes, en lugar de construir nuevas edificaciones. Según el Consejo Canadiense de Construcción Ecológica, modernizar un edificio existente puede generar entre un 50% y un 75% menos de carbono que construir el mismo edificio desde cero.  Además, la rehabilitación energética de viviendas, como el caso de las 300 viviendas de Tarancón en Castilla-La Mancha, ha demostrado ser efectiva al mejorar la eficiencia energética y reducir el consumo en aproximadamente un 65%.

## Implicaciones adicionales de las tasas de descuento del carbono
Al analizar los tres escenarios futuros, el Escenario 3 representa el mayor riesgo. Este enfoque se caracteriza por reducciones iniciales lentas en las emisiones de carbono, con una aceleración progresiva a lo largo del tiempo. Se basa en la expectativa de que los avances tecnológicos futuros permitirán compensar las altas tasas de emisiones en las primeras etapas. Durante este período, la infraestructura con alto contenido de carbono seguiría en expansión para satisfacer la demanda energética, mientras que las soluciones más sostenibles aún estarían en desarrollo.
Para lograr la meta de cero emisiones netas, el Escenario 3 requiere una reducción drástica de las emisiones en su fase final. Esta transición abrupta podría causar disrupciones significativas o depender excesivamente de la rápida implementación de tecnologías emergentes, lo que aumenta el riesgo de que ciertos activos se vuelvan obsoletos o queden varados debido a su ineficiencia energética. Como resultado, la inversión inicial en infraestructura con alto contenido de carbono podría desperdiciarse antes de alcanzar su vida útil prevista, lo que implicaría no solo una pérdida económica, sino también un impacto ambiental mayor al anticipado.
En caso de un desastre climático catastrófico, el valor de las emisiones evitadas o del carbono eliminado de la atmósfera se reduciría prácticamente a cero, ya que las acciones de mitigación no habrían sido suficientes para prevenir daños climáticos irreversibles. 
Si el valor temporal del carbono es positivo (es decir, si el carbono que no se emite ahora es más valioso que el que no se emite más adelante), entonces los proyectos de secuestro de carbono, incluso aquellos que se sabe que son temporales, tienen un valor positivo. El almacenamiento de carbono en los árboles o en el suelo pospone su liberación a la atmósfera hasta un momento en que su impacto climático es menor. Esto implica que, aunque la cantidad total de carbono emitido sea la misma, estos proyectos pueden generar un beneficio tangible al reducir la concentración de gases de efecto invernadero en períodos críticos. 